# Муцениеце, Агата Эдгаровна
Ага́та Му́цениеце (латыш. Agate Muceniece; род. 1 марта 1989, Рига, Латвийская ССР, СССР) — латвийская актриса театра, кино и телевидения, телеведущая.

## Биография
Родилась 1 марта 1989 года в Риге. Отец — латыш по национальности, работал барменом (умер, когда Агата была ещё ребёнком); мать — русская, повар. Гражданка Латвии.
У Агаты есть две старшие сестры — Рената (род. 1973) и Санта (род. 1987).
В школьные годы посещала театральную студию «Шкатулка» (мастерская Л. Е. Шевченко). После окончания школы работала моделью, рекламировала известную марку итальянской обуви, объездила с фотосессиями многие страны Европы.
Вернувшись в Ригу, поступила в Латвийский университет (специальность «Китайская филология»), а в 2008 году переехала в Москву и поступила на актёрский факультет ВГИКа (мастерская А. Я. Михайлова), который окончила с красным дипломом в 2012 году.
Дебютировала в кино в 2007 году. Наиболее известная роль — Дарья Старкова в телесериале «Закрытая школа».
Снималась в рекламе «Билайн», «Nescafe», «МегаФон», «Евросеть», «Jardin», «Savage», Сбербанк, «OBI».
С 2 февраля по 20 апреля 2018 года — соведущая телевизионного шоу «Голос. Дети».
В ноябре 2019 года снялась в клипе на песню Мота «Перекрёстки» вместе с Павлом Прилучным, который тогда ещё был её мужем.
С 1 ноября 2019 года — ведущая телеканала «Моя планета» в проекте «Страшно. Интересно».
С седьмого до десятого сезона — соведущая телевизионного шоу «Голос. Дети» на Первом канале.
В октябре 2022 года у Муцениеце вышел дуэт с исполнителем VAVAN — сингл «Субботним вечером».
В 2025 году приняла участие в шестом сезоне шоу «Маска», где скрывалась в образе Коровки. Во втором выпуске, вышедшем 16 февраля 2025 года, маска Коровки была разоблачена.

## Личная жизнь
На съёмках «Закрытой школы» познакомилась с актёром Павлом Прилучным, в 2011 году пара поженилась. Актриса официально взяла себе фамилию мужа, а её девичья фамилия Муцениеце стала творческим псевдонимом.
В 2013 году у пары родился сын Тимофей, а в 2016 году — дочь Мия.
В феврале 2020 года супруги приняли решение о разводе; в том же году они официально развелись.

## Общественная позиция
В феврале 2022 года Муцениеце публично высказалась о ситуации на Украине во время российского вторжения на Украину с требованием прекратить войну. При этом осудила Макса Барских за его жесткие высказывания в адрес россиян:
Даже ситуация с Максом Барских. Я вам скажу, для меня это не артист, человек, который говорит: «Уберите всю мою музыку из страны!» С такой злостью! Для меня он был бы человечищем, если бы сказал: «Вы знаете, несмотря ни на что, я хочу, чтобы моя музыка радовала сердца людей, потому что люди ни в чём не виноваты».

## Фильмография

### Актёрские работы
| Год          |   | Название                       | Роль                                                  |
| ------------ | - | ------------------------------ | ----------------------------------------------------- |
| 2010         | с | Стройбатя                      | Светлана Архипова                                     |
| 2010         | с | Невидимки (в эпизоде «Гадина») | эпизод                                                |
| 2011—2012    | с | Закрытая школа                 | Дарья Старкова                                        |
| 2012         | ф | Роман с кокаином               | подружка Егорова                                      |
| 2012         | ф | Моя безумная семья!            | Светлана                                              |
| 2012         | с | Геймеры                        | Маргарита Смирнова                                    |
| 2013         | ф | Три мушкетёра                  | служанка Кэт                                          |
| 2014—2017    | с | Тайный город                   | Инга                                                  |
| 2014         | ф | Не в парнях счастье            | Катя                                                  |
| 2014         | с | Красивая жизнь                 | Жанна Верхоланцева                                    |
| 2015         | ф | Мелодия на два голоса          | Оксана Викторовна Поваляева, акушер-гинеколог         |
| 2015         | с | Квест                          | Саша                                                  |
| 2016 — н. в. | с | Я знаю твои секреты            | Нина Лучникова, верификатор лжи                       |
| 2017         | с | Гражданский брак               | Вероника Кузнецова                                    |
| 2017         | с | Форс-мажор                     | Вита                                                  |
| 2017         | ф | Месть как лекарство            | Ольга (Ляля) Ивановна Гремина                         |
| 2018         | с | Живой                          | Вилена Арсентьевна Лядова, певица                     |
| 2018         | с | Возмездие                      | Катя                                                  |
| 2018         | ф | Нетающий лёд                   | Соня Николаева                                        |
| 2019         | ф | Тобол                          | Бригитта, жена Цимса                                  |
| 2019         | с | В клетке                       | Ольга, бывшая любовь                                  |
| 2020         | с | Чума!                          | Урсула                                                |
| 2021         | с | Крюк                           | Аня Крюкова                                           |
| 2021         | ф | Честный развод                 | Милана                                                |
| 2021         | с | По колено                      | камео                                                 |
| 2022         | с | Стая                           | Маргарита Игоревна Дроздовская, штатный психолог ФСИН |
| 2022         | ф | Просто человек                 | Лора                                                  |
| 2022         | ф | Честный развод 2               | Милана                                                |
| 2023         | ф | Юра дворник                    | Роксана                                               |
| 2023         | ф | Честный развод. Бенефис        | Милана                                                |
| 2023         | ф | Я — медведь                    | Ирина Ковалёва                                        |
| 2023         | ф | Подвал господина Гринберга     | Тина                                                  |
| 2023         | с | Плакса                         | Елена Терехова, мать Маши                             |
| 2024         | ф | Тур с Иванушками               | Катя                                                  |
| 2025         | ф | Дорогая, я больше не перезвоню | Катя                                                  |

### Озвучивание мультфильмов
| Год  |    | Название                | Роль       |
| ---- | -- | ----------------------- | ---------- |
| 2021 | мф | Рок Дог 2               | Дарма      |
| 2023 | мф | Рок Дог 3: Битва за бит | Азель/Леза |
| 2022 | мф | Коати. Легенда джунглей | Заина      |
| 2024 | мф | Кот и пёс               | кошка Дива |